# Xiangqi
El xiangqí o escacs xinesos (xinès simplificat i tradicional: 象棋, pinyin: xiàngqí, Wade-Giles: hsiang4-ch'i²; sona aproximadament: ¡jyiang! tjhí?; traduït literalment com a 'joc de l'elefant') és un joc de tauler d'estratègia per a dos jugadors, de la mateixa família que els escacs occidentals i que el shōgi (escacs japonesos). Hom pensa que tots en provenen del xaturanga, originari de l'Índia, del segle vi.

## Història

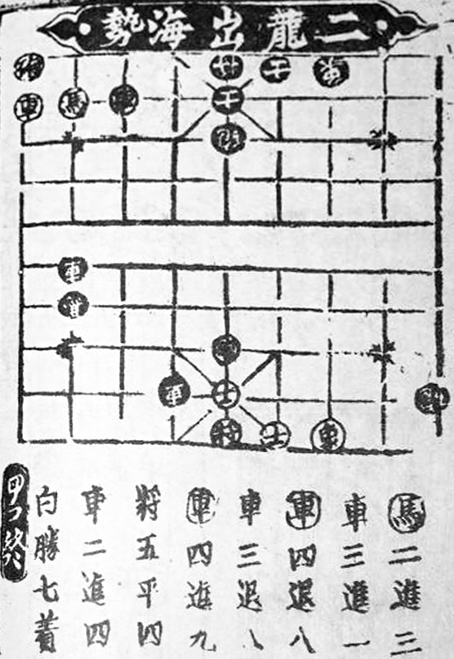
Una imatge de xiangqi a la dinastia Song del Sud

Es menciona un joc anomenat xiangqi que data del període dels Regnes Combatents; segons el text Shuo Yuan (說苑/说苑) del segle I aC, era un dels interessos del Senyor Mengchang de Qi. Tanmateix, les regles d'aquell joc no es descriuen, i no estava necessàriament relacionat amb el joc actual. L'emperador Wu del Nord de Zhou va escriure un llibre l'any 569 dC anomenat Xiang Jing. Descrivia les regles d'un joc de temàtica astronòmica anomenat xiangxi (象戲). Els informes antics afirmen que les peces... s'anomenaven segons el sol, la lluna, els planetes i les cases de les estrelles, en contrast amb el xiangqi modern. A més, hi ha mencions de barrejar peces, cosa que tampoc no passa al xiangqi. Per aquestes raons, Murray va argumentar que a la Xina [els escacs] van adoptar el tauler i el nom d'un joc anomenat 象棋 en el sentit de 'Joc Astronòmic', que representava els moviments aparents dels objectes astronòmics visibles a ull nu al cel nocturn, i que les primeres referències xineses a 象棋 es referien al Joc Astronòmic i no als escacs xinesos. Els jocs anteriors anomenats xiàngqí podrien haver estat basats en els moviments dels objectes del cel. En canvi, el xiangqi actual es va desenvolupar a partir del chaturanga indi segons Murray; aquesta és també l'opinió predominant entre els historiadors.

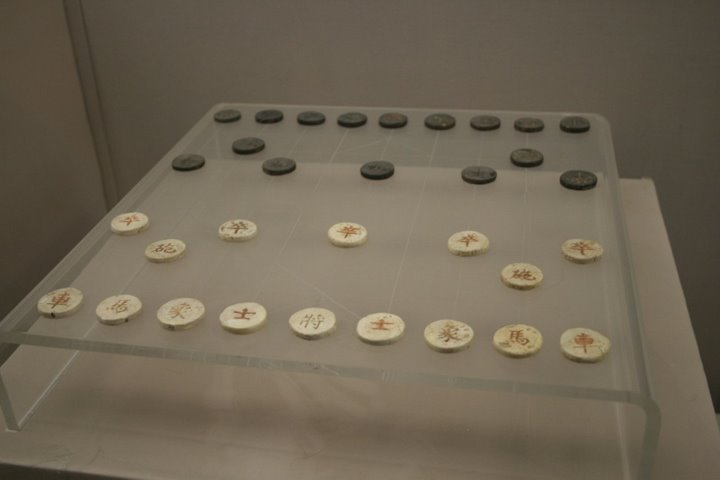
Peces de joc Xiangqi que daten de la dinastia Song del Nord

Alguns sinòlegs i historiadors xinesos prefereixen una hipòtesi alternativa, segons la qual el xiangqi es va originar a la Xina i després es va estendre cap a l'oest, donant lloc als escacs indis i perses.
Concretament, s'ha afirmat que Xiangqi va sorgir durant el període dels Regnes Combatents i es va inspirar en el desplegament de tropes de l'època. David H. Li, per exemple, argumenta que el joc va ser desenvolupat per Han Xin a l'hivern del 204-203 aC per preparar-se per a una batalla imminent. Les seves teories, però, han estat qüestionades  per altres investigadors d'escacs. La primera descripció de les regles del joc apareix a la història Cén Shùn (岑順) de la col·lecció Xuanguai lu (玄怪錄), escrita per Niu Sengru a mitjan dinastia Tang.
El janggi de la península coreana es va originar a partir del xiangqi.
Amb la popularització del xiangqi, moltes escoles de cercles i jugadors diferents van guanyar prominència, també es van publicar molts llibres i manuals sobre les tècniques de joc, que van tenir un paper important en la popularització del xiangqi i la millora de les tècniques de joc en els temps moderns. Amb el desenvolupament econòmic i cultural durant la dinastia Qing, el xiangqi va entrar en una nova etapa. Una enciclopèdia d'obertures d'escacs xinesos a l'estil occidental va ser escrita el 2004.

## Reglament

### El tauler

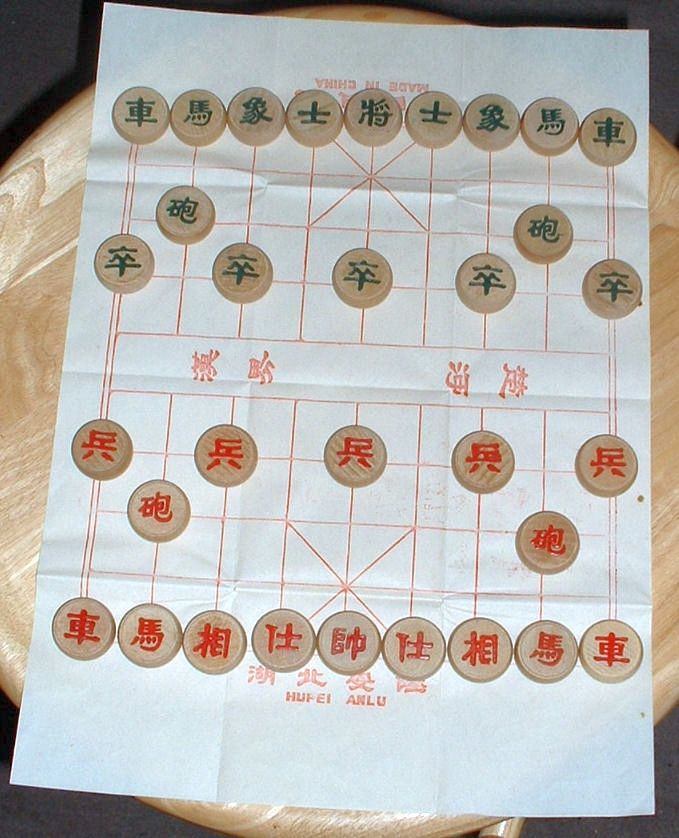
Tauler d'escacs xinesos

El joc es practica en un tauler amb nou línies horitzontals i deu de verticals. Les peces es col·loquen a les interseccions, anomenades punts. Al centre de cada costat del tauler hi ha una fortalesa de 3x3 punts, creuada per diagonals, on se situa el rei. Entre la cinquena i la sisena filera hi ha el riu, que divideix el tauler en dues parts iguals. En altres versions (jugades fora de la Xina), en comptes del riu, hi ha una simple línia.

### Les peces

Versió occidental de les peces

Les peces que componen els exèrcits són representades normalment amb caràcters xinesos, però en altres zones del món es canvien per símbols semblants als dels escacs occidentals, per facilitar-ne la comprensió.

#### Elefant
Elefant (Txong): es mou dues interseccions en diagonal, sempre que el punt intermedi n'estigui buit. No pot travessar el riu.

#### General
General -o rei- (Xong): es mou una intersecció en direcció horitzontal o vertical, un moviment semblant al del rei dels escacs occidentals, però no pot sortir de les caselles marcades com a palau. Tampoc no pot tenir una visió directa amb el general de l'oponent, és a dir, si són a la mateixa columna, cal que hi hagi almenys una altra peça enmig. Això es pot aprofitar per forçar l'altre jugador a no moure una peça determinada.

#### Oficial
Oficial -o conseller- (Soo): es mou una intersecció en direcció diagonal, un moviment semblant al del rei dels escacs occidentals, però no pot sortir de les caselles marcades com a palau.

#### Cavall
Cavall (Mai): es mou una intersecció en direcció horitzontal o vertical, seguida d'una altra en diagonal. Cal que el punt de gir estigui buit.

#### Carro de guerra
Carro de guerra (Tche): es mou com la torre dels escacs occidentals.

#### Canó
Canó (Paov): es mou igual que el carro, però només pot capturar si salta sobre una altra peça que es trobi a la línia d'atac. La peça que s'interposa, coneguda com a plataforma del canó, pot pertànyer a qualsevol bàndol. El canó només pot saltar si realitza una captura, i no pot saltar sobre dues o més peces.

#### Soldat
Soldat (Ping): es mou una intersecció cap endavant si es troba al seu propi camp; en camp enemic pot també moure's una intersecció en horitzontal. No pot retrocedir, i en arribar a la darrera línia enemiga només pot moure's lateralment. No hi ha promoció.

### El final de la partida

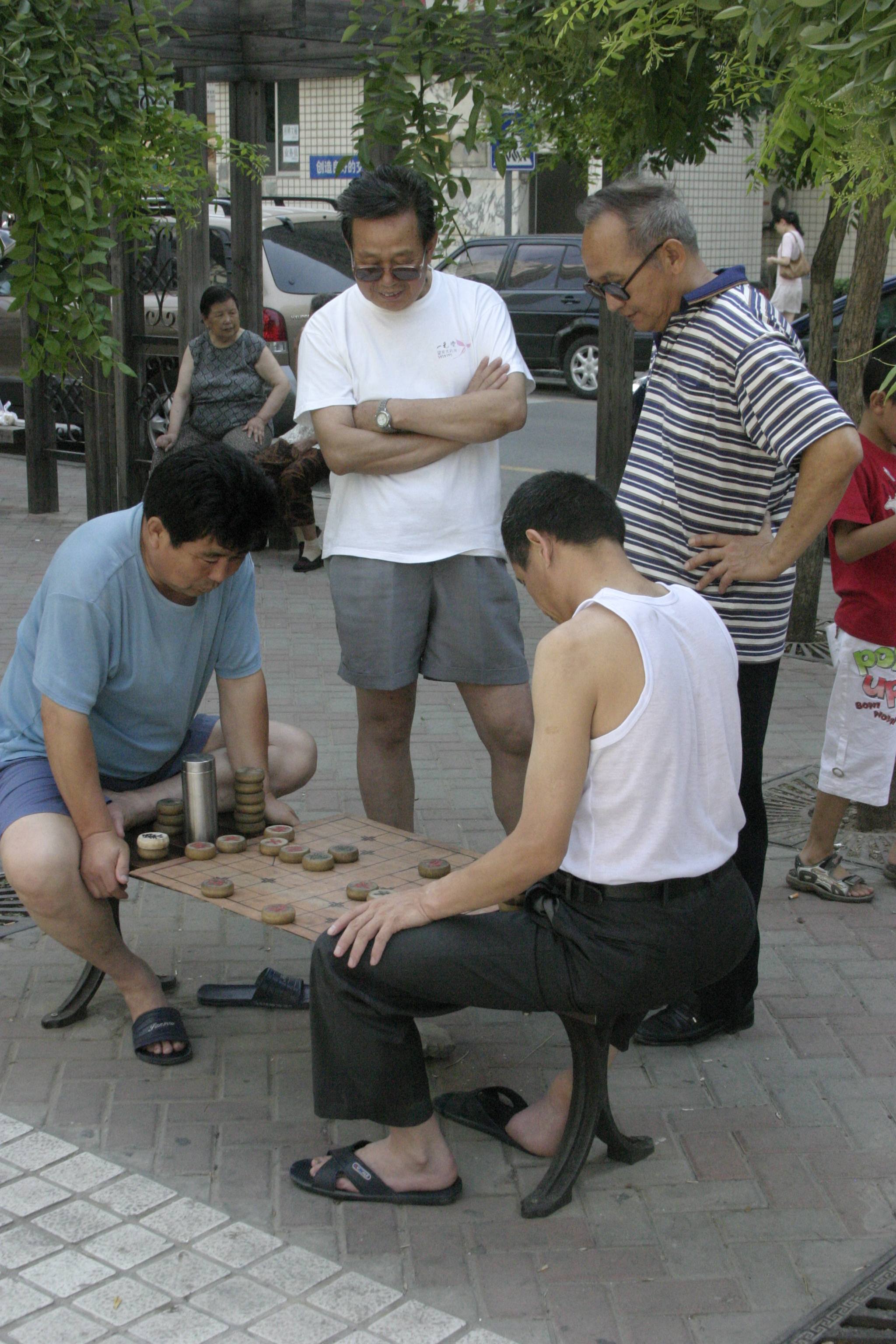
Xiangqi als carrers de Pequín

La partida acaba quan un jugador fa escac i mat a l'oponent. En escacs xinesos, no hi ha «ofegat»; si un dels jugadors es troba sense moviments possibles, perd la partida.

### Tornejos i lligues
Tot i que el xiangqi té el seu origen a Àsia, hi ha lligues i clubs de xiangqi a tot el món. Cada nació europea generalment té la seva pròpia lliga governant; per exemple, a la Gran Bretanya, el xiangqi està regulat per l'Associació Xinesa d'Escacs del Regne Unit. Els països asiàtics també tenen lligues nacionals, com ara l'Associació Xinesa d'Escacs de Malàisia.
A més, hi ha diverses federacions i tornejos internacionals. L’Associació Xinesa de Xiangqi organitza diversos tornejos cada any, com ara els tornejos de Yin Li i Ram Cup. Altres organitzacions inclouen la Federació Asiàtica de Xiangqi i la Federació Mundial de Xiangqi, que organitza tornejos i competicions bianualment, la majoria dels quals estan limitats a jugadors de les nacions membres.
Hi ha versions europeïtzades de taulers (10 × 9) i figures de xiangqi.

### Rànquings
La Federació Asiàtica de Xiangqi (AXF) i les seves associacions membres corresponents classifiquen els jugadors en un format similar al sistema de classificació Elo dels escacs. Segons la base de dades XiangQi, les jugadores i jugadors amb millor rànquing a la Xina, a juny de 2012, eren Tang Dan i Jiang Chuan, amb puntuacions de 2529 i 2667, respectivament. Altres jugadors forts inclouen Zhao GuanFang (dona), Xu Yinchuan (masculí), Lu Qin (masculí) i Wang LinNa (dona).
La Federació Asiàtica de Xiangqi també atorga el títol de gran mestre a persones seleccionades d'arreu del món que han destacat en el xiangqi o han fet contribucions especials al joc. No hi ha criteris específics per fer-se gran mestre i només hi havia aproximadament 100 grans mestres a partir del 2020. Els títols de gran mestre són atorgats per organismes com l'AXF i l'Associació Xinesa de Xiangqi (CXA).

### Ordinadors
La complexitat de l'arbre de jocs del xiangqi és aproximadament de 10150; el 2004 es va pronosticar que un jugador humà de primer nivell seria derrotat abans del 2010. Xiangqi és una de les competicions d'ordinador contra ordinador més populars de les Olimpíades d'Informàtica.
Els programes informàtics per jugar al xiangqi mostren la mateixa tendència de desenvolupament que s'ha produït per als escacs internacionals: solen ser aplicacions de consola (anomenades motors) que comuniquen els seus moviments en forma de text a través d'un protocol estàndard. Per mostrar el tauler gràficament, depenen d'una interfície gràfica d'usuari (GUI) separada. Gràcies a aquesta estandardització, es poden utilitzar molts motors diferents a través de la mateixa GUI, que també es pot utilitzar per al joc automatitzat de diferents motors entre si. Els protocols populars són UCI (Universal Chess Interface), UCCI (Universal Chinese Chess Interface), el protocol Qianhong (QH) i el protocol WinBoard /XBoard (WB) (aquests dos últims reben el nom de les GUI que els implementen). Actualment existeixen moltes dotzenes de motors xiangqi que admeten un o més d'aquests protocols, inclosos alguns motors comercials.